# Chasdaj Kreskas
Chasdaj ben Abraham Kreskas (hebrajski: חסדאי קרשקש) (ur. ok. 1340 w Barcelonie, zm. 1410/1411) - żydowski filozof i teolog, pierwszy europejski myśliciel, który przeciwstawił się arystotelesowskiej tezie o nieskończonej rozciągłości kosmosu. Przeciwstawiał się również skrajnemu racjonalizmowi Majmonidesa. Jego główne dzieło to Or Adonai (hebrajski: אור אֲדֹנָי).